# 戈尔马约
戈尔马约（西班牙語：Golmayo）是西班牙卡斯蒂利亚-莱昂索里亚省的一个市镇。总面积190平方公里，总人口878人（2001年），人口密度5人/平方公里。